# TS Struck
Die TS Struck, früher auch TuS Struck genannt, (offiziell: Turn- und Sportfreunde Struck Remscheid 1919 e.V.) sind ein 1919 gegründeter Sportverein aus dem Remscheider Stadtteil Struck. Der Verein bietet die Sportarten Fußball, Turnen und Tischtennis an.

## Fußballabteilung
Die Herren-Fußballmannschaft des Vereins spielt in der Saison 2023/24 in der Kreisliga B Remscheid. In den 1990er Jahren spielte der Verein zeitweise in der Landesliga Niederrhein. Größter sportlicher Erfolg war das Erreichen der 1. Hauptrunde des DFB-Pokals in der Saison 1977/78, in der man mit einer 1:2-Niederlage beim FC Rastatt 04 ausschied.
Die Frauenmannschaft des Vereins spielte in der Saison 2016/17 in der Bezirksliga Niederrhein.